# Baranomys longidens
Baranomys longidens – wymarły gatunek gryzoni z podrodziny Baranomyinae. Zwierzęta te wykształciły się w pliocenie i były spokrewnione z chomikowatymi. Są przodkami współczesnych nornikowatych. Kopalne ślady występowania gatunków z rodzaju B. longidens odnajdywano w szeregu lokalizacji w Europie. Między innymi w Niemczech (Gundersheim koło Wormacji) i w Polsce. Skamieniałe szczątki B. longidens (oznaczone pierwotnie jako należące do Microtodon longidens) zostały wypreparowane z brekcji kostnej zebranej w rezerwacie przyrody Węże i opisane przez polskiego zoologa Kazimierza Kowalskiego w 1960 roku. Holotyp znajduje się w Instytucie Systematyki i Ewolucji Zwierząt PAN w Krakowie.